# Пясъчни дюни – местност Алепу
Вижте пояснителната страница за други значения на Алепу.
Пясъчни дюни – местност Алепу е природна забележителност в землището на Созопол. Площта ѝ е 12 ha. Част е от Рамсарската конвенция.
Обявена е на 20 декември 1984 г. с цел опазване на пясъчни дюни.
Попада в територията на защитената зона от Натура 2000 – Комплекс Ропотамо, по директивата за птиците.